# La Revuo Orienta
La Revuo Orienta/エスペラントとは、一般財団法人日本エスペラント協会（元・財団法人日本エスペラント学会）が発行する会誌（機関誌）である。エスペラント標題はLa Revuo Orienta（＝意味は「東洋の評論」、発音は「ラ・レヴーオ・オリエンタ」）で、日本語標題が「エスペラント」、略称はRO。雑誌コードはISSN 0035-4406。月刊誌（ただし8-9月は合併号）、A5判で、標準各号40ページ。記述は日本語およびエスペラント。記事内容はエスペラント普及運動、エスペラント学習およびエスペラントの活用によって得られる教養に関するものが主である。号外として日本エスペラント協会が取り扱う図書カタログがつくことがある。なお、視覚障害者、高齢者向けに本誌を抜粋した音声版があり、また点字版も発行されている。

## 沿革
- 1920年1月に創刊。1919年12月の日本エスペラント学会創立を受けて。標題は「La Revuo Orienta」 で、「ひがし　あじあ」という題もつく。
- 1933年1月に学習用の姉妹誌「Esperanto-Lernanto/エスペラント」創刊。
- 1938年1月に上記の姉妹誌をふたたび本誌に統合。標題が「La Revuo Orienta/エスペラント」となる。
- 1944年3月に、戦時時局下での休刊を予告。4月より休刊。
- 1945年10月に復刊。
- 1947年1月に第三種郵便物承認。
- 2004年6月に1000号記念号発行。
- 2010年1月から、日本エスペラント学会の会員に対するPDF版の提供を開始。
- 2012年4月から、発行主体が一般財団法人日本エスペラント協会に改組される。